# Kietrz (gmina)
Kietrz est une gmina mixte du powiat de Głubczyce, Opole, dans le sud-ouest de la Pologne, sur la frontière avec la République tchèque. Son siège est la ville de Kietrz, qui se situe environ 19 km au sud-est de Głubczyce et 66 km au sud de la capitale régionale Opole.
La gmina couvre une superficie de 139,93 km2 pour une population de 11 838 habitants.

## Géographie
La gmina borde les gminy de Baborów, Branice, Głubczyce et Pietrowice Wielkie. Elle est également frontalière de la République tchèque.